# Bộ Cân (巾)
Bộ Cân, bộ thứ 50 có nghĩa là "khăn" là 1 trong 31 bộ có 3 nét trong số 214 bộ thủ Khang Hy.
Trong Từ điển Khang Hy có 295 chữ (trong số hơn 40.000) được tìm thấy chứa bộ này.

## Tự hình Bộ Cân (巾)

Giáp cốt văn
Kim văn
Đại triện
Tiểu triện

## Chữ thuộc Bộ Cân (巾)
| Số nét bổ sung | Chữ                                 |
| -------------- | ----------------------------------- |
| 0              | 巾/cân/                             |
| 1              | 巿/thị/ 帀/táp/ 币/tệ/              |
| 2              | 市 布 帄 帅                         |
| 3              | 帆 帇 师                            |
| 4              | 帉 帊 帋 希 帍 帎 帏 帐             |
| 5              | 帑 帒 帓 帔 帕 帖 帗 帘 帙 帚 帛 帜 |
| 6              | 帝 帞 帟 帠 帡 帢 帣 帤 帥 带 帧    |
| 7              | 帨 帩 帪 師 帬 席 帮 帯 帰 帱       |
| 8              | 帲 帳 帴 帵 帶 帷 常 帹 帺 帻 帼    |
| 9              | 帽 帾 帿 幀 幁 幂 幃 幄 幅 幆 幇 幉 |
| 10             | 幊 幋 幌 幍 幎 幏 幐                |
| 11             | 幈 幑 幒 幓 幔 幕 幖 幗 幘 幙 幚 幛 |
| 12             | 幜 幝 幞 幟 幠 幡 幢 幣 幤 幥       |
| 13             | 幦 幧 幨 幩                         |
| 14             | 幪 幫 幬                            |
| 15             | 幭 幮 幯                            |
| 16             | 幰                                  |
| 17             | 幱                                  |